# Herzog-Kommission
Das als Herzog-Kommission bekannt gewordene Gremium hat 2003 unter Leitung von Altbundespräsident Roman Herzog ein Dokument mit Vorschlägen zur Reform der deutschen Sozialversicherungen erarbeitet, das zur Grundlage eines CDU-Programms wurde.

## Teilnehmer
- Peter Albrecht von der Universität Mannheim
- Hermann-Josef Arentz, damals Vorsitzender der CDA
- Maria Böhmer, damals Vorsitzende der Frauen-Union in der CDU
- Reinhard Göhner (CDU) als Vertreter der Arbeitgeber
- Paul Kirchhof von der Ruprecht-Karls-Universität Heidelberg
- Karl-Josef Laumann, inzwischen Vorsitzender der CDA und von 2005 bis 2010 und seit 2017 Minister für Arbeit, Gesundheit und Soziales in NRW
- Silke Lautenschläger (CDU), damals (2001 bis 2005) Ministerin für Soziales in Hessen, anschließend (bis 2009) Wissenschafts- und von 2009 bis 2010 Umweltministerin in Hessen
- Friedrich Merz, damals stellvertretender Vorsitzender der CDU/CSU-Bundestagsfraktion
- Laurenz Meyer, damals Generalsekretär der CDU
- Georg Milbradt (CDU), damals Ministerpräsident des Freistaates Sachsen
- Hildegard Müller (CDU)
- Herbert Rische, Präsident der damaligen Bundesversicherungsanstalt für Angestellte
- Horst Seehofer (CSU), 2018–2021 Bundesminister des Innern
- Norman van Scherpenberg, Staatssekretär a. D.
- Ursula von der Leyen (CDU), damals Ministerin für Soziales in Niedersachsen
- Jürgen Wasem, von der Universität Duisburg-Essen

und weitere.

## Politische Bedeutung
Im Auftrag von Angela Merkel angefertigt, behandelt der Bericht der Kommission die Themen Arbeitslosenversicherung, gesetzliche Rentenversicherung, Krankenversicherung und Pflegeversicherung vor dem Hintergrund des demografischen Wandels in Deutschland. Eine Reihe von neuen Ansätzen fanden Eingang in den Bericht, zum Beispiel die Entkopplung der Lohnnebenkosten von den Ausgaben im Gesundheitsbereich, Kapitaldeckung in der Pflegeversicherung und schrittweise Anhebung des gesetzlichen Renteneintrittsalters. Die volkswirtschaftlichen Auswirkungen der Vorschläge wurden von einem Beraterteam der Firma McKinsey modelliert. Am 30. September 2003 wurde in Berlin der Bericht bei besonderem Medieninteresse in der Bundespressekonferenz vorgelegt. Es handelte sich sozusagen um das Gegenstück der Opposition zum Bericht der Rürup-Kommission, die im Auftrag der Bundesregierung von Gerhard Schröder getagt hatte. Genau zwei Monate nach der Veröffentlichung wurde der Bericht auf dem Bundesparteitag der CDU in Leipzig gleichsam zur Grundlage eines Wahlprogramms. Beobachter kommentierten, dass Angela Merkel mit diesem Schritt auch inhaltlich die Führung der CDU übernommen hätte. Allerdings war das frühe Ausscheiden von Horst Seehofer aus der Kommission ein Vorzeichen der Auseinandersetzungen, die es zwischen CDU und CSU um die Reform der Gesundheitspolitik geben sollte.
In der Gesundheitspolitik hat der Koalitionsvertrag von CDU, CSU und FDP vom Oktober 2009 das Ansinnen der Herzog-Kommission einer einkommensunabhängigen Pauschalprämie wieder aufgenommen.